# Same Direction
Same Direction è il terzo singolo del gruppo musicale Hoobastank, estratto dal loro secondo album The Reason.

## Video musicale
Il videoclip del singolo è stato diretto da Brett Simon ed è sia un prequel-sequel del videoclip di The Reason. Il video inizia da dove era concluso quello di The Reason, con la band che fugge dalla polizia a causa della rapina vista nel video precedente, con tutti arrestati tranne il cantante Doug Robb e il chitarrista Dan Estrin. Il proprietario del banco dei pegni derubato nel video precedente si rivela essere un poliziotto che ha seguito la band e sembra interrogare Robb.
Numerosi flashback mostrano delle audizioni per il cantante principale della band (compresi i cameo di Chester Bennington dei Linkin Park, Kanye West e Joel Madden di Good Charlotte), finché Robb non impressiona la band. La band riesce a sfuggire alla polizia numerose volte. In un colpo di scena, viene, però, rivelato che Robb è in realtà un poliziotto sotto copertura, con la piena consapevolezza che la band stesse pianificando il colpo (gli era stato assegnato il compito di interrogare i ragazzi) e sapeva quando la polizia si era messa sulle loro tracce, per scovare il loro nascondiglio. Alla fine del video, Robb si rende conto di Estrin, che ammanetta, portandolo al commissariato, dove anche gli altri membri della band sono tenuti in custodia.

## Classifica
| Classifica (2004)             | Posizione massima |
| ----------------------------- | ----------------- |
| US Hot Modern Rock Tracks     | 14                |
| US Hot Mainstream Rock Tracks | 20                |
| Media Control Charts          | 49                |

## Altri media
Il singolo è presente nella colonna sonora di Madden NFL 2005, nel videogioco Test Drive: Eve of Destruction, nel film Catwoman ed è stata utilizzato dalla Federazione Internazionale dell'Automobile come canzone per la recensione ufficiale del Grand Prix in Giappone nel 2012.